# Kenneth A. Roberts
Kenneth Allison Roberts, född 1 november 1912 i Piedmont i Alabama, död 9 maj 1989 i Potomac i Maryland, var en amerikansk politiker (demokrat). Han var ledamot av USA:s representanthus 1951–1965.
Roberts ligger begravd på Arlingtonkyrkogården.